# ティトゥス・マンリウス・トルクァトゥス (紀元前235年の執政官)
ティトゥス・マンリウス・トルクァトゥス（ラテン語: Titus Manlius Torquatus, 生没年不詳、紀元前3世紀）は、共和政ローマの政治家、軍人。執政官を2度、監察官と独裁官を1度ずつと、高位政務官を歴任した。彼の血統は紀元前4世紀に執政官を幾度も務めた同名のティトゥス・トルクァトゥスを先祖とする。

## 生涯
紀元前235年、マンリウスは執政官に就任すると、サルディニアに遠征した。以前サルディニアとコルシカ島で反乱が起こっており、マンリウスはそれを鎮圧して凱旋式を挙行した。そして戦争の終わりとして神殿の扉を閉めた。この扉が閉められることはローマが戦時ではないということを意味し、王政ローマ2代目ヌマ・ポンピリウス王時代以来2回目だという。紀元前231年にはクィントゥス・フルウィウス・フラックスとともに監察官に選ばれるが、選出に瑕疵があったため辞任している。
紀元前216年のカンナエの戦いでの敗戦後、生き残った元老院議員の中で年長のマンリウスは、少数ながら敵を突破して帰還してきたプブリウス・センプロニウス・トゥディタヌスのように、カルタゴの戦線を覆す努力をしなかったという根拠をもって捕虜になった者たちの身代金の支払いに反対する。
翌紀元前215年、サルディニア担当プラエトルのスカエウォラが病を得たため、クィントゥス・フルウィウス・フラックスが兵員を揃え、代理プラエトルとしてマンリウスが選ばれた。再度サルデーニャに進軍した彼は、サルディニア人とカルタゴ勢を撃破し、島全土を制圧した。ハスドルバル（どのハスドルバルか不明）を捕らえ、12000を殺害し、捕虜1500を得たという。
ティトゥス・リウィウスによると、彼は紀元前212年、最高神祇官選挙に立候補した。ライバルは同じようなキャリアを持つクィントゥス・フルウィウス・フラックス、そして年若く経験の浅いプブリウス・リキニウス・クラッスス・ディウェスで、激戦だったもののクラッススに敗れたと言う。だが、リウィウスは細かな経緯、すなわち監察官を経験した彼がなぜ新参者のクラッススに敗れたのか、また新参者のクラッススはアエディリス・クルリスの選挙に立候補しようとしており、先達を差し置いてまで最高神祇官に当選する理由があったのか、もしくはクラッスス自身がもとから主導権を握れるほどの実力だったのか明確には言及していない。ただし、いつからかは不明だが神祇官にはなっている。
またマンリウスは第二次ポエニ戦争で生き残った元老院議員の中でも最年長の部類であったが、元老院第一人者に指名されることはなかった。監察官にもっとも早く就任した人物が第一人者に選ばれる慣例があり、紀元前209年の時点でそれはマンリウスであったが、監察官だったプブリウス・センプロニウス・トゥディタヌスは慣例を破って第一人者にクィントゥス・ファビウス・マクシムス・ウェッルコスス・クンクタトルを指名している。
紀元前208年、マンリウスは選挙管理と競技会開催のため独裁官に選出された。彼はマギステル・エクィトゥム（副官）にガイウス・セルウィリウス・ゲミヌスを指名している。
紀元前202年に亡くなり、神祇官の職はガイウス・スルキピキス・ガルバが継いだ。